# Karolis Požėla

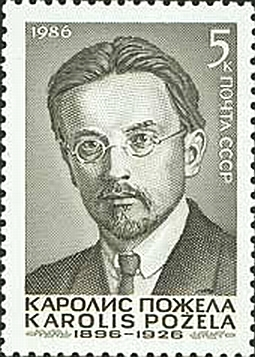
Karolis Požėla, sowjetische Briefmarke 1986

Karolis Požėla (* 17. Februarjul. / 29. Februar 1896greg. in Bardiškiai, Rajon Pakruojis; † 27. Dezember 1926 in Kaunas) war ein litauischer Revolutionär und Politiker. Er war Mitbegründer der Kommunistischen Partei Litauens (KPL).

## Leben
Požėla, Sohn eines Bauern, besuchte bis 1915 das Gymnasium in Mitau. Anschließend studierte er an der Kaiserlichen Universität Dorpat. Dort trat er auch 1916 der  Sozialdemokratischen Arbeiterpartei Russlands (SDAPR) bei. Er nahm sowohl an der Februar- als auch an der Oktoberrevolution 1917 teil. Im Frühjahr 1918 organisierte er eine der ersten Zellen der KPL auf dem von den deutschen Truppen besetzten Gebiet und war Delegierter des illegalen Gründungskongresses der Partei im Oktober 1918. Nach dem Fall der Sowjetmacht in Litauen im August 1919 arbeitete Požėla illegal für die Partei in Raseiniai und Kaunas. 1920 richtete er in Kaunas die illegale Parteidruckerei Spartakas ein und war Redakteur der Zeitung Tiesa (dt. Wahrheit), des Zentralorgans der KPL, und einer Reihe weiterer Parteipublikationen. 1921 wurde Požėla Mitglied, 1923 Sekretär des ZK der KPL. Darüber hinaus war er 1924 Delegierter des V. Weltkongresses der Komintern.
Nach dem Militärputsch Smetonas am 17. Dezember 1926 wurde Požėla zusammen mit drei weiteren führenden litauischen Kommunisten – Kazys Giedrys, Juozas Greifenbergeris und Rapolas Čarnas – verhaftet und erschossen.

## Ehrungen
Eine in den 1970er Jahren in Kaunas aufgestellte Skulpturengruppe von Bronius Vyšniauskas und Napoleonas Petrulis zu Ehren der vier Kommunisten wurde mittlerweile entfernt und befindet sich nunmehr im Grutas-Park.
1986 gab die sowjetische Post zu Ehren Požėlas eine Sonderbriefmarke heraus.